# Nagykanizsai FC (futsal)
Az Nagykanizsai Futsal Club egy magyar futsalklub Nagykanizsáról, amely a magyar futsalbajnokság másodosztályában szerepel.

## Történelem
A csapatot 2016. november 26-án alapították a helyi fiatalok. Az első bajnoki idényükben megnyerték az NB III-at és azóta a másodosztályban szerepelnek.

## Csapat 2023/24

### Játékosok[3]
| #  | Ország | Név                    |
| -- | ------ | ---------------------- |
| 2  | HUN    | Szőke Richárd (K)      |
| 3  | HUN    | Kollár Péter           |
| 4  | HUN    | Dömötörfy Bálint Bence |
| 5  | HUN    | Horváth Elemér         |
| 6  | HUN    | Bozsoki Imre           |
| 7  | HUN    | Lódi Tamás             |
| 8  | HUN    | Schuller Ferenc        |
| 9  | HUN    | Szőke Ádám             |
| 10 | HUN    | Béli Milán             |
| 11 | HUN    | Horváth Gergő Tamás    |
| 12 | HUN    | Kovács György          |
| 13 | HUN    | Gyurcsányi Zsolt       |
| 14 | HUN    | Pál Dávid              |
| 17 | HUN    | Németh Marcell         |
| 18 | HUN    | Takács Soma            |
| 19 | HUN    | Manganelli Attila      |
| 77 | HUN    | Szabó Ádám (K)         |
| 94 | HUN    | Szakmeiszter Ádám (K)  |
|    | HUN    | Bagó Benedek           |
|    | HUN    | Bogyó Károly           |
|    | HUN    | Bolla László           |

## Eredmények

### Helyezések a bajnokságban
| Szezon    | Bajnokság neve                           | Helyezés |
| --------- | ---------------------------------------- | -------- |
| 2017/2018 | Férfi Futsal NB III. Győr megyei csoport | 1.       |
| 2018/2019 | Férfi Futsal NB II. Nyugati csoport      | 7.       |
| 2019/2020 | Férfi Futsal NB II. Nyugati csoport      | -        |
| 2020/2021 | Férfi Futsal NB II. Nyugati csoport      | 7.       |
| 2021/2022 | Férfi Futsal NB II. Nyugati csoport      | 10.      |
| 2022/2023 | Férfi Futsal NB II. Nyugati csoport      | 6.       |
| 2023/2024 | Férfi Futsal NB II. Nyugati csoport      | 3.       |
| 2024/2025 | Férfi Futsal NB II. Nyugati csoport      | 5.       |